# Nuclear Assault

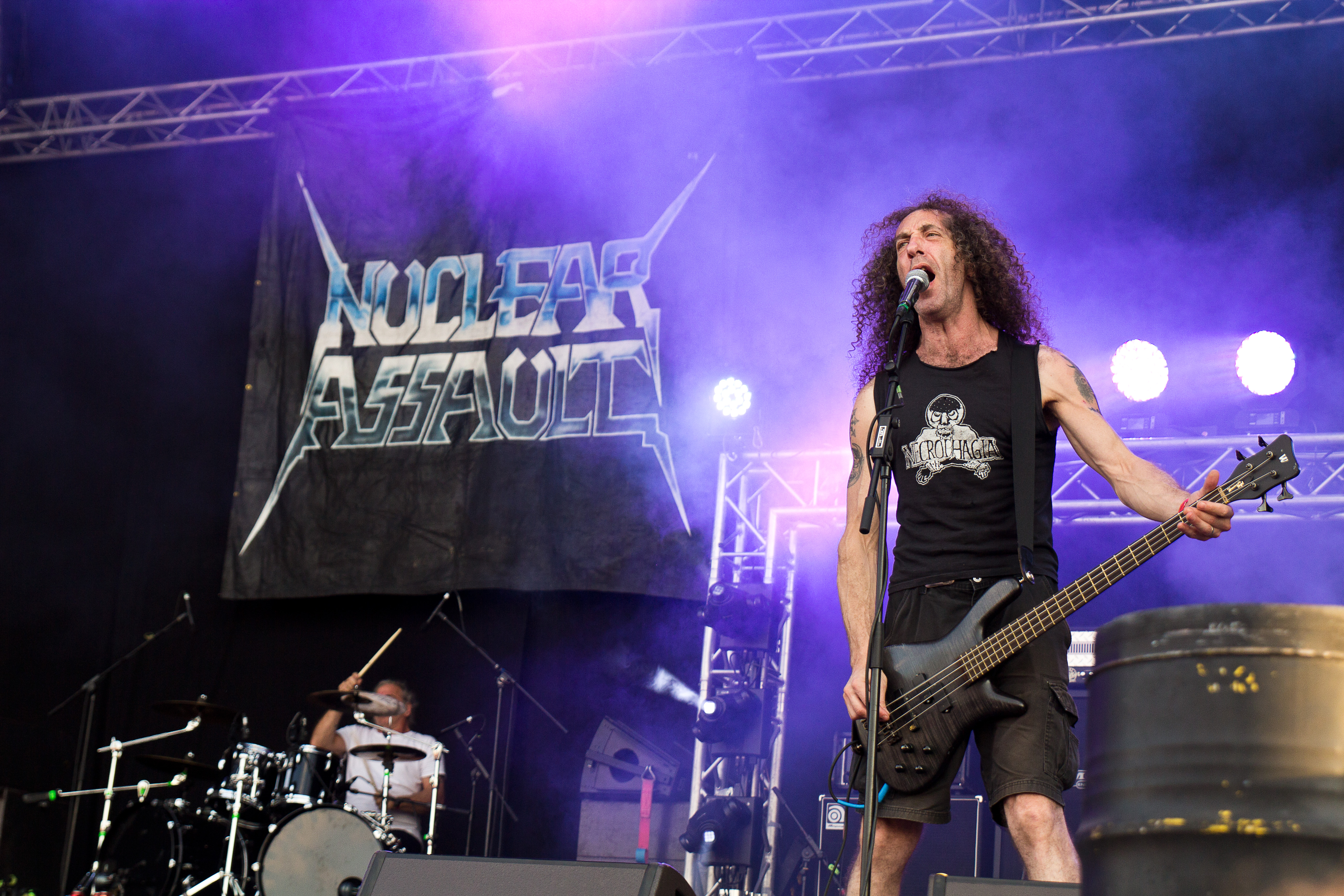
Auftritt von Nuclear Assault auf dem Party.San Open Air 2015

Nuclear Assault war eine Thrash-Metal-Band, die 1984 in New York City gegründet wurde. Initiator der Band war Dan Lilker, ehemaliger Bassist von Anthrax.

## Geschichte
Nachdem Dan Lilker 1984 vorgeblich wegen unkontrollierbaren Drogenkonsums Anthrax verlassen musste, gründete er daraufhin Nuclear Assault. Nach einer Demoaufnahme im selben Jahr wurde die Band jedoch zugunsten des Hardcore-Nebenprojekts S.O.D. auf Eis gelegt. Nachdem mit diesem Fun-Projekt ein Album aufgenommen worden war, trennte es sich auch wieder, so dass Lilker 1985 Nuclear Assault wieder ins Leben rief. Nach einem zweiten Demo veröffentlichte die Band 1986 auf Combat Records ihr Debütalbum Game Over. In kurzer Folge wurden bis Ende der 1980er Jahre weitere Alben und EPs veröffentlicht.
Anfang der 1990er Jahre geriet die Band in eine Krise. Dan Lilker verließ nach dem erfolglosen Out of Order-Album die Band, welche noch ein Album veröffentlichte und sich dann 1994 auflöste. Am 4. Mai 1997 fand ein Reunionkonzert mit Lilker am Bass statt, weitere Aktivitäten blieben jedoch aus. Zu einer echten Reunion kam es erst 2002. Die Band begann eine Tournee und veröffentlichte zunächst 2003 den Livemitschnitt Alive Again. 2005 folgte mit Third World Genocide nach zwölf Jahren ein neues Album, welches jedoch nach Meinung von Kritikern und Fans nicht an die Alben der 1980er Jahre herankam. Anfang Juni 2015 erschien die EP Pounder. Im November 2022 wurde bekannt gegeben, dass es die Band nicht mehr gibt.

## Stil
Ähnlich wie bei Lilkers bekannterem Nebenprojekt S.O.D. besteht der Stil der Band in Thrash Metal mit Anleihen an Hardcore Punk und Grindcore, was sich in teilweise sehr kurzen und schnellen Songs (Hang the Pope, My America) und politisch motivierten Texten widerspiegelt. Textlich thematisiert die Band vor allem Umweltverschmutzung (The Plague, Handle With Care, Critical Mass) und Atomkrieg (Nuclear War, Radiation Sickness). Darüber hinaus sind gewisse satirisch-parodistische Ansätze im kritischen Umgang mit Klischees erkennbar (Mr. Softee Theme, My America).

## Diskografie

### Studioalben
- 1986: Game Over
- 1988: Survive
- 1989: Handle with Care
- 1991: Out of Order
- 1993: Something Wicked
- 2005: Third World Genocide

### EPs
- 1986: Brain Death
- 1987: The Plague
- 1988: Fight to Be Free
- 1988: Good Times Bad Times
- 2003: Live (Promo)
- 2015: Pounder

### Demos
- 1984: 1984 Demo
- 1985: Live, Suffer, Die

### Livealben und Kompilationen
- 1989: Handle with Care - European Tour ’89 (VHS)
- 1991: Radiation Sickness (VHS)
- 1992: Live at the Hammersmith Odeon (Live)
- 1997: Assault & Battery (Best of)
- 2003: Alive Again (Live)

## Belege
1. ↑  Matthias Mader: Retrospektive „Game Over“. Rock Hard, 28. Januar 2015, abgerufen am 4. Oktober 2021.
2. ↑  NUCLEAR ASSAULT Reunion Tour Confirmed! Blabbermouth.net, 11. Februar 2002, abgerufen am 4. Oktober 2021.
3. ↑  Christian Wögerbauer: NUCLEAR ASSAULT Reunion Tour Confirmed! Vampster, 11. November 2005, abgerufen am 4. Oktober 2021.
4. ↑  Chartquellen: UK US